# Asiatisk vildkatt
Asiatisk vildkatt (Felis silvestris ornata) är en underart till vildkatten som förekommer i Asien.
Denna katt liknar den afrikanska falbkatten med skiljer sig från denna underart genom prickar på pälsen istället för strimmor. Utbredningsområdet sträcker sig från Mellanöstern till västra Indien och Centralasien, där katten förekommer till nordvästra Kina och till Mongoliet. Gränsen till utbredningsområdet av den europeiska vildkatten ligger i Kaukasus.
Den asiatiska vildkatten listas i Washingtonkonventionen (CITES) i appendix II.